# Cheshmeh Sohrāb
Cheshmeh Sohrāb (persiska: چشمه سهراب) är en ort i Iran.   Den ligger i provinsen Kermanshah, i den nordvästra delen av landet, 400 km väster om huvudstaden Teheran. Cheshmeh Sohrāb ligger 1 330 meter över havet och antalet invånare är 269.
Terrängen runt Cheshmeh Sohrāb är kuperad västerut, men österut är den bergig. Cheshmeh Sohrāb ligger nere i en dal.Runt Cheshmeh Sohrāb är det ganska tätbefolkat, med 60 invånare per kvadratkilometer. Närmaste större samhälle är Barnāj, 6,7 km söder om Cheshmeh Sohrāb. Trakten runt Cheshmeh Sohrāb består till största delen av jordbruksmark.